# Richard Lindner
Richard Lindner (Hamburgo, 1 de noviembre de 1901 – Nueva York, 16 de abril de 1978) fue un pintor del pop art, de origen alemán y nacionalizado estadounidense. 
Lindner marcó un punto y aparte en el pop art norteamericano, por su origen europeo y su manera de enriquecer el pop con rasgos del cubismo y del expresionismo alemán.

## Vida y obra
El artista nació en Hamburgo, donde su madre Mina Lindner (nacida en Nueva York de padres alemanes) regentaba un negocio de corsés a medida. 
Estudió en la Escuela de Artes Aplicadas de Núremberg, y en 1924-27 en la Academia de Bellas Artes de Múnich.
Trabajó como director artístico de la editorial Knorr & Hirth, y tras el ascenso nazi al poder (1933) se trasladó a París. En 1941, eludiendo la Segunda Guerra Mundial, voló a Nueva York, y adquirió la nacionalidad estadounidense en 1948.
En sus primeros años en EE. UU., Lindner siguió trabajando como ilustrador de libros y revistas: Vogue, Vanity Fair, Fortune. En 1950, a edad madura, empezó a dedicarse enteramente a la pintura. Su primera muestra individual se celebró en 1954 (Nueva York, Betty Parsons Gallery). 
Su estilo más personal quedó definido en la década de los 60, y de él hay un ejemplo en el Museo Thyssen-Bornemisza de Madrid: Luna sobre Alabama (1963) . El lienzo con el que hacía pareja quedó en manos de la familia Thyssen y se ha expuesto temporalmente en el museo. La Colección Carmen Thyssen-Bornemisza incluye una obra suya, distinta. Lindner está también representado en el IVAM de Valencia.
Lindner encaja, en líneas generales, en el pop art: temas urbanos, recursos del arte comercial y de la publicidad, colores planos… Pero sus imágenes tienen connotaciones más inquietantes que conectan con el expresionismo alemán de principios del siglo XX, y sus contornos y las formas fragmentadas recuerdan al cubismo. En cierta manera, Lindner puede ser un precedente de la fusión de cubismo y pop desarrollada por Valerio Adami.
En su arte, es recurrente la presencia femenina, singular por su tono amenazador, circunstancia que el artista consideraba accidental. Sus mujeres son siempre rotundas, de volúmenes fragmentados bajo influencia del cubismo, y parecen robots. Su sexualidad resulta imponente: pechos, nalgas y labios exagerados. Muchas veces, las miradas de los personajes están ocultas por gafas o antifaces.
La obra gráfica de Lindner, serigrafías y litografías por lo general en formatos medios o grandes, es bastante amplia y se cotiza a altos precios en el mercado. Hacia 1977, el Metropolitan Opera House le encargó un cartel para la ópera El caballero de la rosa de Richard Strauss.
- Datos: Q126074
- Multimedia: Richard Lindner / Q126074